# 三-椭圆形

三-椭圆形

三-椭圆形（Tri-oval）是从两个形状（三角形和椭圆形）混合而成的。和三角形比較，三-椭圆形没有角，三-椭圆形把三角形的三个角各自换成曲线。
相对于椭圆形的四个转弯，三-椭圆形则有六个转弯。根据四頂點定理，每个簡單閉曲線至少有四个顶点（其曲率达到局部最小值或是最大值的點）。在三-椭圆形中，有六个顶点，會是三个局部最小点和三个局部最大点，輪流交错出現。

## 赛车赛道
三-椭圆形常见于描述赛车赛道的形状。

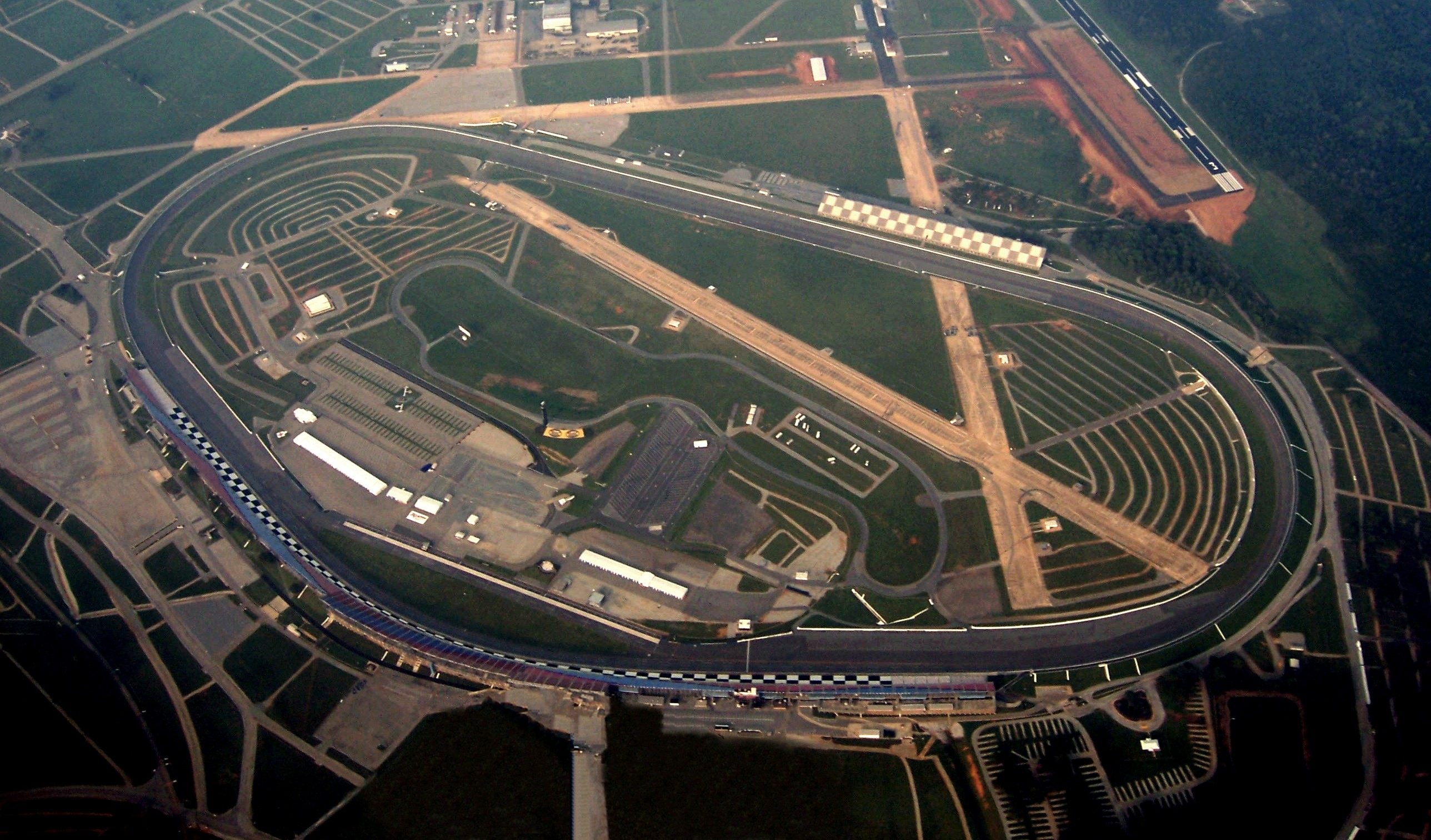
Talladega Superspeedway的三-椭圆形赛道

Bill France， Sr. 在规划戴通纳国际赛车场时构思出三-椭圆形的赛道设计。 三-椭圆形的布局允许观众在看台上拥有更大的视野，让他们可以更轻松的看到车辆的来往。 传统的椭圆形赛道(例如 印第安纳波利斯赛车场)仅能供有限的视线，观众需要在观看时把头来回转动（跟观看网球比赛时差不多）。 而三-椭圆形的设计减少了观众需要往前仰才能看见迎面而来的车，从而创建了更多前向视线位置。
在赛车术语中，"三-椭圆形"也被用于描述赛道三角形顶点的位置，这位置通常是用作最后直路，维护直路和起点/终点线。 这个区域大多都有修剪过的草坪。
现在三-椭圆形被广泛应用在不同的赛道上，因此这些赛道设计经常被称为了无新意。 
| 类型         | 例子 | 地图 |
| ------------ | --- | ---- |
| 圆三角型     | Tri valo Bernardo obreg，EuroSpeedway Lausitz，Pocono Raceway，Sanair Super Speedway，华特迪士尼世界赛车场 |      |
| 戴通纳 型    | 戴通纳国际赛车场，Talladega Superspeedway                                                                  |      |
| 拉斯维加斯型 | 奇卡格兰德赛道，堪萨斯赛道，肯塔基赛道，拉斯维加斯赛车场，Nashville Superspeedway，Phakisa Freeway         |      |